# Kurt Rydl
Kurt Rydl (* 8. Oktober 1947 in Wien) ist ein österreichischer Opernsänger (Bass).

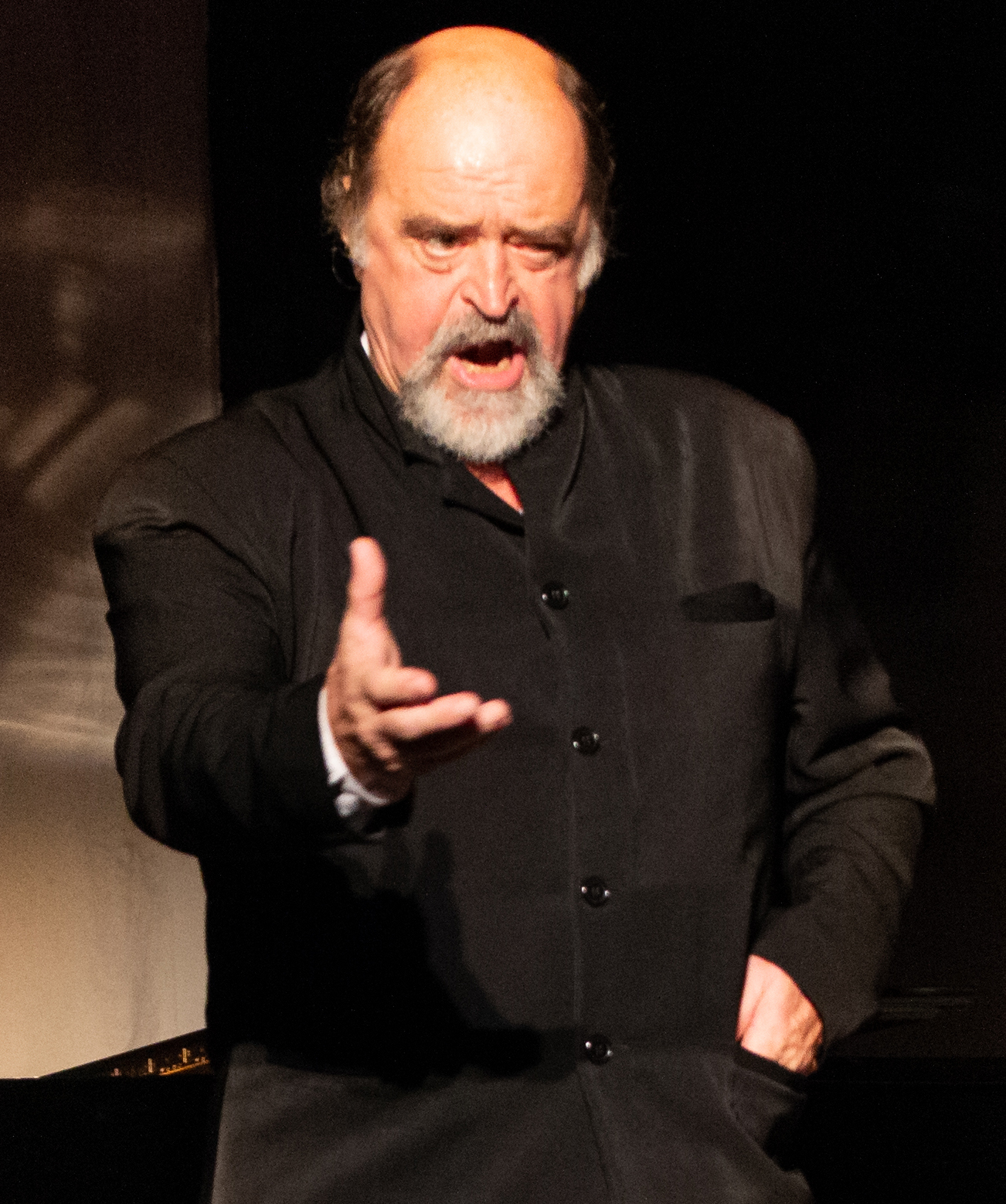
Kurt Rydl singt auf seiner eigenen Bühne in Wuppertal, 2019

## Leben und Wirken
Kurt Rydl besuchte von 1958 bis 1966 das Bundesrealgymnasium Waltergasse. Danach studierte er zunächst Biologie und absolvierte später sein Gesangsstudium an der Wiener Musikhochschule und am Moskauer Konservatorium. Er war Preisträger mehrerer Wettbewerbe.
Rydl gastierte im Laufe seiner Karriere an mehr als 50 Bühnen in über 30 Ländern. Er war wiederholt Gast bei den Bayreuther Festspielen, den Schwetzinger Festspielen, den Salzburger Festspielen, den Bregenzer Festspielen, den Münchner Opernfestspielen, den Opernfestspielen Arena di Verona, beim Maggio Musicale Fiorentino, beim Edinburgh Festival und beim Glyndebourne Festival. Sein Repertoire umfasst über 130 Partien des deutschen, französischen, italienischen, tschechischen und russischen Faches.
Seit seinem Debüt an der Wiener Staatsoper als Ferrando in Il trovatore im Jahr 1976 stand er dort bis 2017 als Ensemblemitglied mehr als 1150 Mal auf der Bühne, unter anderem als Ochs (Der Rosenkavalier), Titurel und Gurnemanz (Parsifal), Osmin (Die Entführung aus dem Serail), Rocco (Fidelio), Daland (Der fliegende Holländer), Colline (La Bohème), Pimen (Boris Godunow), Großinquisitor (Don Carlos), Komtur (Don Giovanni), Roger (Jérusalem), König Heinrich (Lohengrin), Raimondo (Lucia di Lammermoor), Geronte (Manon Lescaut), Talbot (Maria Stuarda), Veit Pogner (Die Meistersinger von Nürnberg), Bartolo (Il barbiere di Siviglia), Sparafucile (Rigoletto), Fasolt (Das Rheingold), Hunding (Die Walküre), Fafner (Siegfried), Hagen (Götterdämmerung), Morosus (Die schweigsame Frau), Landgraf (Tannhäuser), Claggart (Billy Budd) und Sarastro (Die Zauberflöte). 1976 trat er in der Wiener-Festwochen-Premiere der Oper La clemenza di Tito auf. 1986 wurde er zum Kammersänger ernannt. Seit 1999 ist Rydl Ehrenmitglied der Wiener Staatsoper.
In mehr als 2500 Vorstellungen außerhalb Wiens sang er an allen großen Häusern der Welt, besonders in den Rollen als Ochs, Hagen, Gurnemanz, Osmin, Morosus, Rocco, Boris (Lady Macbeth), Attila, Mephisto. Rydl stand bei fünf Eröffnungspremieren am Mailänder Teatro alla Scala auf der Bühne, mit Turandot, Parsifal, Götterdämmerung, Fidelio und dem Rosenkavalier. Weiters gastierte er zum Beispiel am Londoner Royal Opera House und in der Royal Albert Hall, der Pariser Opéra Garnier, an der Oper Rom, am Teatro Real Madrid, am Teatro Colón in Buenos Aires und am Gran Teatre del Liceu Barcelona, am Moskauer Bolschoi-Theater, in der New Yorker Carnegie Hall, an der Washington National Opera, der San Francisco Opera, der Los Angeles Opera, an großen Opernhäusern in Peking, Shanghai und Tokio sowie in Deutschland unter anderem an der Berliner Staatsoper und der Deutschen Oper Berlin, der Bayerischen Staatsoper, der Semperoper, der Hamburgischen Staatsoper und der Stuttgarter Staatsoper.
Kurt Rydl ist verheiratet und lebt in Wien, St. Wolfgang, Houston und auf Mallorca.

## Diskografie (Auswahl)

### LP / CD
- Kurt Rydl – Wiener Lieder
- Kurt Rydl: 200 Jahre Verdi-Wagner
- Beethoven: Fidelio (als Rocco). Mit u. a. Gabriele Schaut, Josef Protschka, Ruth Ziesak, Wiener Philharmoniker, Dirigent: Christoph von Dohnanyi (Decca; 1993)
- von Einem: Dantons Tod (als Herrmann). Mit u. a. Theo Adam, Werner Hollweg, Wilfried Gahmlich, ORF-Symphonieorchester, Dirigent: Lothar Zagrosek (Orfeo; 1984)
- Gounod: Roméo et Juliette (als Frère Laurent). Mit u. a. José Carreras, Patricia Wise, Carmen Hernandez, Chor und Orchester des Teatre Liceu Barcelona, Dirigent: Jacques Delacôte, Live-Aufnahme von 1983 (Opera d’Oro; 2012)
- Mahler: Symphony No. 1, Symphonie No. 8 CD 2: Final Scene from Faust. Mit u. a. Nederlands Philharmonisch Orkest, Dirigent: Hartmut Haenchen (ICA; 2013)
- Meyerbeer: L’Africaine (als Don Diego). Mit u. a. Martina Arroyo, Giorgio Casellto-Lamberti, Sherrill Milnes, Orchester des Bayer. Rundfunks, Dirigent: Gerd Albrecht, Aufnahme Monaco 1977 (Myto)
- Mozart: Die Zauberflöte (als Sarastro). Mit u. a. Herbert Lippert, Elisabeth Norberg-Schulz, Georg Tichy, Hellen Kwon, Failoni Orchestra Budapest, Dirigent: Michael Halász (Naxos; 1994)
- Mozart: Le nozze di Figaro (als Don Bartolo). Mit u. a. Jorma Hynninen, Margaret Price, Kathleen Battle, Thomas Allen, Wiener Philharmoniker, Dirigent: Riccardo Muti (EMI; 1987)
- Penderecki: St. Luke Passion (Lukas-Passion). Mit Sigune von Oslen, Stephen Roberts, Edward Lubaszenko, Polnisches Radio Sympnieorchester, Dirigent: Krzysztof Penderecki (Argo; 1990)
- Puccini: Madama Butterfly (als Bonzo). Mit u. a. Mirella Freni, José Carreras, Teresa Berganza, Juan Pons, Philharmonia Orchestra, Dirigent: Giuseppe Sinopoli (DGG; 1988)
- Puccini: Manon Lescaut (als Geronte). Mit u. a. Mirella Freni, Renato Bruson, Placido Domingo, Philharmonia Orchestra, Dirigent: Giuseppe Sinopoli (DGG; 1992)
- Schostakowitsch: Lady Macbeth von Mzensk Orfeo
- Schumann: Szenen aus Goethes Faust Mit u. a. Christian Gerhaher, Christiane Karg, Alastair Miles, Bernarda Fink, Symphonieorchester des Bayer. Rundfunks, Dirigent: Daniel Harding (BR-Klassic; 2014)
- Strauss: Arabella (als Lamoral). Mit u. a. Gundula Janowitz, Edita Gruberova, Bernd Weikl, René Kollo, Wiener Philharmoniker, Dirigent: Georg Solti (Decca; 2008)
- Strauss: Der Rosenkavalier (als Baron Ochs). Mit u. a. Kiri Te Kanawa, Anne Sofie von Otter, Franz Grundheber, Barbara Hendricks, Staatskapelle Dresden, Dirigent: Bernard Haitink (EMI Classics; 1991)
- Strauss: Die Frau ohne Schatten (als der Einarmige). Mit u. a. René Kollo, Cheryl Studer, Hanna Schwarz, Symphonie-Orchester des Bayerischen Rundfunks, Dirigent: Wolfgang Sawallisch (EMI; 1988)
- Strauss: Ariadne auf Naxos (als Tuffaldin). Mit u. a. Anna Tomowa-Sintow, Kathleen Battle, Agnes Baltsa, Hermann Prey, Wiener Philharmoniker, Dirigent: James Levine (DGG; 1986)
- Strauss: Die Fledermaus (als Frank). Mit u. a. Lucia Popp, Agnes Baltsa, Eva Lind, Münchner Rundfunkorchester, Dirigent: Placido Domingo, (EMI / Angel Records; 1986)
- Verdi: Nabucco (als Hohepriester). Mit u. a.Piero Cappuccilli, Placido Domingo, Ghena Dimitrova, Lucia Popp, Orchester der Deutschen Oper Berlin, Dirigent: Giuseppe Sinopoli (DGG; 1983)
- Verdi: Un ballo in maschera (als Ribbing). Mit u. a.Placido Domingo, Leo Nucci, Josephine Barstow, Florence Quivar, Wiener Philharmoniker, Dirigent: Herbert von Karajan (DGG; 1990)
- Verdi: Rigoletto (als Monterone). Mit u. a. Renato Bruson, Edita Gruberova, Neil Shicoff, Orchester der Accademia Nazionale di Santa Cecilia, Dirigent: Giuseppe Sinopoli (Philips; 1991 / Decca; 2014)
- Verdi: Messa da Requiem. Mit Elena Filipova, Reinhild Runkel, Peter Dvorsky, Münchner Philharmoniker, Dirigent: Sergiu Celibidache, Live-Aufnahme 1993 (EMI Classics; 2005)
- Weber: Der Freischütz (als Kaspar). Mit u. a. Sharon Sweet, Ruth Ziesak, Peter Seiffert; DSO Berlin, Dirigent: Marek Janowski (Sony Classical; 2017)
- Wagner: Der fliegende Holländer (als Daland) Mit u. a. Robert Hale, Hildegard Behrens, Josef Protschka, Wiener Philharmoniker, Dirigent: Christoph von Dohnanyi (Decca; 1994)
- Wagner: Tannhäuser (als Biterolf). Mit u. a. Matti Salminen, Placido Domingo, Cheryl Studer, Agnes Baltsa, Philharmonia Orchestra, Dirigent: Giuseppe Sinopoli (DGG; 1989)
- Wagner: Das Rheingold (als Fafner). Mit u. a. James Morris, Marjana Lipovšek, Heinz Zednik, Theo Adam, Peter Haage, Symphonieorchester des Bayerischen Rundfunks, Dirigent: Bernard Haitink (EMI; 1989)
- Wagner: Die Walküre (als Hunding). Mit u. a. Peter Seiffert, John Tomlinson, Waltraud Meier, Gabriele Schnaut, Bayerisches Staatsorchester, Dirigent: Zubin Mehta (Farao; 2002)
- Wagner: Siegfried (als Fafner). Mit u. a. Siegfried Jerusalem, Eva Marton, James Morris, Theo Adam, Symphonieorchester des Bayerischen Rundfunks, Dirigent: Bernard Haitink (EMI Classics; 1991)

### Video / DVD
- Kurt Rydl – Der Gladiator
- Bizet: Carmen,  Arthaus
- Mozart: Die Entführung aus dem Serail. Dirigent: Zubin Mehta
- Mozart: Die Entführung aus dem Serail, Euoarts
- Mozart: Die Entführung aus dem Serail, ServusTV
- Mozart: Die Entführung aus dem Serail, UNITEL
- Mozart: La clemenza di Tito, DGG
- Ponchielli: La Gioconda mit Placido Domingo
- Strauss: Arabella, DECCA
- Strauss: Der Rosenkavalier (als Baron Ochs). Mit u. a. Anne Schwanewilms, Anke Vondung, Sächsische Staatskapelle Dresden, Dirigent: Fabio Luisi (Medici Arts; 2007)
- Mozart: Die Zauberflöte für Kinder, ORF
- Verdi: Aida mit Luciano Pavarotti
- Verdi: Requiem. Dirigent: Ennoch zu Guttenberg
- Verdi: Un ballo in maschera. Dirigent: Georg Solti
- Wagner: Die Walküre Dirigent: Hartmut Haenchen, Opus arte
- Wagner: Das Rheingold. Dirigent: Hartmut Haenchen, Opus arte
- Wagner: Götterdämmerung. Dirigent: Hartmut Haenchen, Opus arte

## Ehrungen und Auszeichnungen (Auswahl)
- 1986: Österreichischer Kammersänger
- 1999: Ehrenmitglied der Wiener Staatsoper
- 2001: Österreichisches Ehrenkreuz für Wissenschaft und Kunst I. Klasse
- 2007: Goldenes Ehrenzeichen für Verdienste um das Land Wien
- 2016: Grand Prix de la Culture 2016
- 2018: Österreichischer Musiktheaterpreis 2018 für das Lebenswerk[5]
- 2023: Ehrenmitglied der Oper Sofia[6]